# Джуманіязов Базарбай Сагадійович
Базарба́й Сагадійович Джуманіязов (каз. Базарбай Сағадіұли Жғманіязов; 1 листопада 1936, селище Урда, Жанібецький район, Уральська область, Казахська РСР, нині Хан-Ордаси, Бокейординський район,1-5 , Казахстан) — казахський композитор та педагог. Народний артист Казахстану (1991).

## Життєпис
Походить із роду Тана племені Байули Молодшого жуза.
У 1965 році закінчив Алма-Атинську консерваторію.
У 1964—1965 роках — музичний редактор кіностудії «Казахфільм». 1965—1966 — завідувач музичної редакції видавництва «Мектеп».
У 1984—1987 роках — директор Казахського державного академічного театру опери та балету імені Абая.
У 1966—1998 роках викладав інструментування та оркестрове диригування в Алма-Атинській консерваторії, з 1984 року — доцент, а з 1997 року — професор.
Писав музику до спектаклів та фільмів.
У 1973—1984 і в 1991—1998 роки очолював Союз композиторів Казахстану.